# Aßlkofen
Aßlkofen ist ein Gemeindeteil von Ebersberg im oberbayerischen Landkreis Ebersberg. Das Dorf liegt circa einen Kilometer südwestlich von Ebersberg.

## Baudenkmäler
- Kapelle, erbaut um 1830/40

## Persönlichkeiten
- Balthasar Ranner (1852–1920), Landwirt und Reichstagsabgeordneter